# Hate to Say I Told You So
"Hate to Say I Told You So" és el primer senzill de l'àlbum Veni Vidi Vicious, segon disc del grup suec The Hives. El senzill fou produït per Pelle Gunderfelt i es va llançar l'any 2000.

## Llista de cançons

### CD single #1
1. "Hate to Say I Told You So"
2. "Die, All Right!"
3. "The Hives Are Law, You Are Crime"

### CD single #2
1. "Hate to Say I Told You So"
2. "Uptempo Venomous Poison"
3. "Gninrom Ytic Kcorknup"

### CD single #3
1. "Hate to Say I Told You So
2. "Fever"
3. "Barely Homosapien"

## Posicions en llista
| Llista (2002)                         | Posició |
| ------------------------------------- | ------- |
| Estats Units (Billboard Hot 100)      | 86      |
| Estats Units (Modern Rock Tracks)     | 6       |
| Estats Units (Mainstream Rock Tracks) | 35      |
| Regne Unit (UK Singles Chart)         | 23      |
| Austràlia (ARIA)                      | 36      |
| Irlanda (ISC)                         | 49      |
| Països Baixos (Mega Single Top 100)   | 85      |